# Les Potamoks

Les Potamoks est une série de bande dessinée.
- Scénario : Joann Sfar
- Dessins et couleurs : José-Luis Munuera

## Albums
- Tome 1 : Terra Incognita (1996)
- Tome 2 : Les Fontaines rouges (1996)
- Tome 3 : Nous et le désert (1997)

## Publication

### Éditeurs
- Delcourt (Collection Terres de Légendes) : Tomes 1 à 3 (première édition des tomes 1 à 3).